# Geoffrey Blake
Geoffrey Lewis Blake est un acteur américain né le 20 août 1962 à Baltimore, Maryland.

## Biographie
Blake est né à Baltimore, dans le Maryland, fils de Marjorie Myers (née Lewis) et d'Avery Felton Blake. Les films de Blake incluent Contact, Young Guns, Forrest Gump et Seul au monde (Cast Away). Il a également exprimé un personnage dans Les Aventures de Zak et Crysta dans la forêt tropicale de FernGully (FernGully: The Last Rainforest).
Blake est diplômé de la San Ramon Valley High School à Danville, en Californie. Il a joué dans l'Oklahoma! à l'école secondaire.
Il a eu des rôles récurrents dans les séries télévisées Paper Dolls, Homefront et Any Day Now (en). Il a notamment joué dans Arjin dans l'épisode Démiurge de Star Trek: Deep Space Nine, dans Les Cavaliers de l'Apocalypse dans l'épisode Charmed et dans Lines in the Sand dans l'épisode Charmful. En 2012, Blake est apparu dans l'épisode de Esprits criminels (Criminal Minds) (Crimes passionnels) en tant que suspect qui a castré ses victimes.
Blake est diplômé de l'université du Sud de la Californie et membre du Sigma Nu.
En 2010, il a joué dans l'épisode La vie n'a pas de prix de US Marshals : Protection de témoins (In Plain Sight), en tant qu'informateur du FBI pour entrer dans le WitSec.

## Filmographie

### Cinéma
- 1984 : Starfighter (The Last Starfighter) de Nick Castle : Gary
- 1985 : Une amie qui vous veut du bien (Secret Admirer) de David Greenwalt : Ricardo
- 1988 : Young Guns de Christopher Cain : J. McCloskey
- 1990 : Men at Work d'Emilio Estevez : Frost
- 1991 : The Walter Ego de Scott Frank : Tall Egg
- 1991 : Critters 3 de Kristine Peterson : Frank
- 1992 : Les Aventures de Zak et Crysta dans la forêt tropicale de FernGully (FernGully: The Last Rainforest) : Ralph (voix)
- 1993 : Philadelphia Experiment II de Stephen Cornwell : Logan
- 1993 : The Pickle de Paul Mazursky : Clem
- 1994 : Forrest Gump de Robert Zemeckis : Wesley, SDS Organizer
- 1995 : Dominion de Michael G. Kehoe : Joel
- 1995 : Apollo 13 de Ron Howard : GUIDO Gold
- 1996 : The War at Home d'Emilio Estevez : David
- 1996 : Entertaining Angels: The Dorothy Day Story (en) de Michael Ray Rhodes : Floyd Dell
- 1997 : Contact de Robert Zemeckis : Fisher
- 1997 : Des hommes d'influence (Wag the Dog) de Barry Levinson : Media Guy #1
- 1998 : Getting Personal de Ron Burrus : Kilmer Buckingham IV
- 1998 : Mon ami Joe (Mighty Joe Young) de Ron Underwood : Vern
- 1999 : Heaven or Vegas de Gregory C. Haynes : Billy
- 1999 : En direct sur Ed TV (Edtv) de Ron Howard : Keith
- 2000 : Seul au monde (Cast Away) de Robert Zemeckis : Maynard Graham
- 2002 : Life Without Dick de Bix Skahill : Detective Murphy
- 2019 : Midway de Roland Emmerich : John Ford

### Télévision
- 1984 : All the Kids Do It (nl) (TV) : Lon
- 1984 : Paper Dolls (série télévisée) : Steve
- 1985 : North Beach and Rawhide (TV) : Tepper
- 1986 : One Terrific Guy (TV) : Mark Johnson
- 1986 : It's Garry Shandling's Show. (série télévisée) : Lewis (series 1, eps 1-6)
- 1987 : Le Rapt de Kari Swenson (The Abduction of Kari Swenson) (TV) : Paul Swenson
- 1988 : Poursuite en Arizona (The Tracker) (TV) : Miller
- 1989 : My Past Is My Own (en) (TV) : Dexter
- 1989 : Nightbreaker (en) (TV) : Python
- 1991 : Fatal Exposure (TV) : Scott
- 1992 : Maid for Each Other (en) (TV) : Jerry the Locksmith
- 1992 : Paradis perdu (The Keys), téléfilm de Richard Compton : Randy
- 1993 : Bobby et Marilyn (Marilyn & Bobby: Her Final Affair), de Bradford May (téléfilm) : Carl
- 1993 - 1996 : Le Rebelle : Hound Adams
- 1994 : Témoin en danger (One Woman's Courage) (TV) : Ted McKenna
- 1994 : Star Trek Deep Space Nine (TV) : Arjin (Saison 2, épisode 17 "Démiurge")
- 1995 : Shame II: The Secret (TV) : Gilbert Rawlins
- 1995 : Fast Company (TV) : Sgt. Harriman
- 1996 : Marshal Law (TV) : Realtor #1
- 1998 : Brink! (TV) : Jimmy
- 1998 : Max Q (en) (TV) : Jonah Randall
- 1999 : Charmed : Strife
- 2000 : Classé X (Rated X) (TV) : Michael Kennedy
- 2002 : The Master of My Life (TV) : Mr. Cook, Jeremy's teacher
- 2003 : Jamey Boy (TV) : Michael Wilson
- 2008 : Monk (Saison 7, épisode 9) (série télévisée) : Ike